# Żaklin Nastić

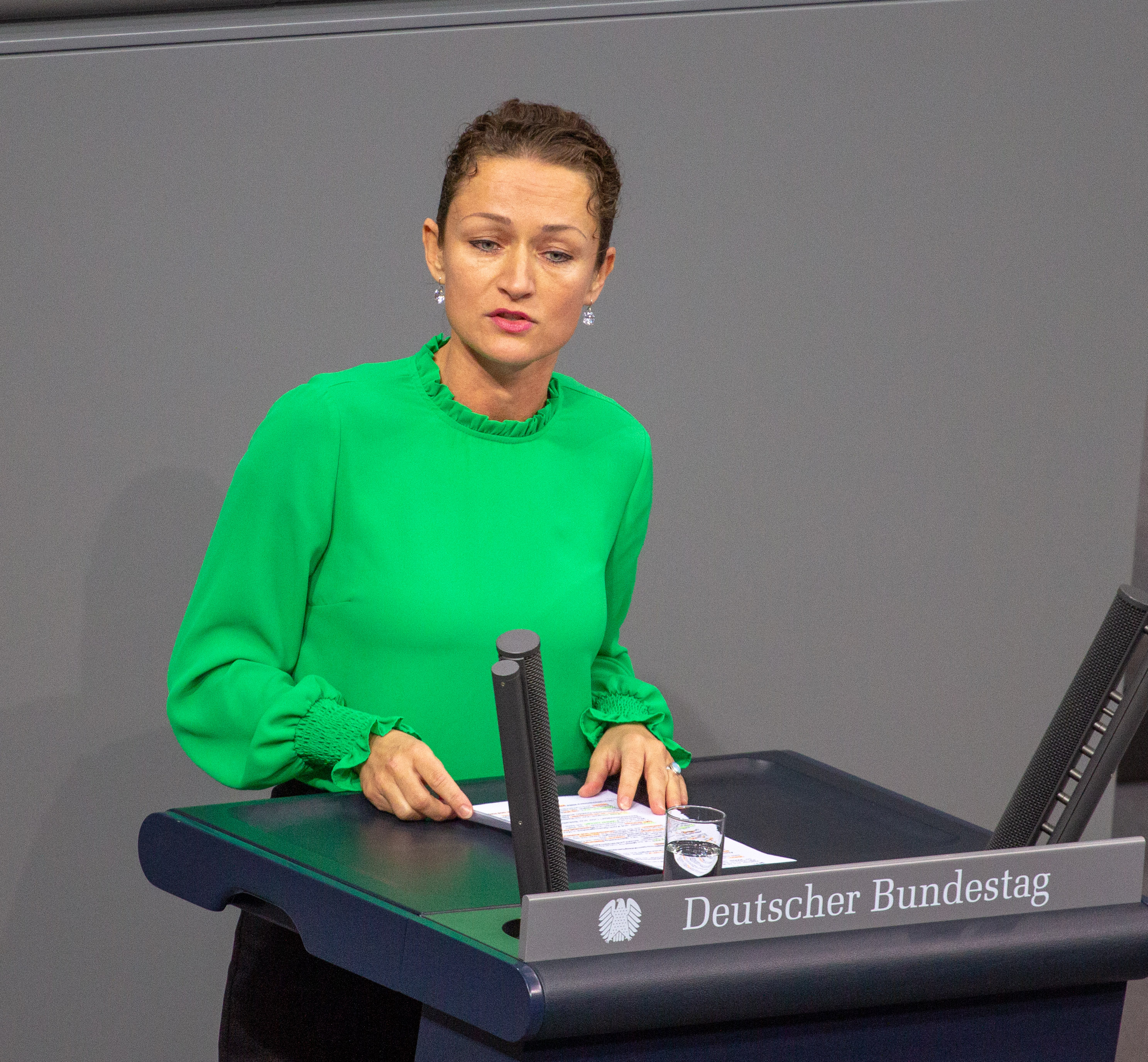
Żaklin Nastić, 2019

Żaklin Jadwiga Sarah Nastić (geborene Grinholc; * 29. Januar 1980 in Gdynia) ist eine polnisch-deutsche Politikerin (seit 2024 BSW, zuvor Die Linke). Sie war 2017–2025 Mitglied des Deutschen Bundestags.

## Biografie
Żaklin Nastić kam 1990 aus Polen nach Hamburg und lebte einige Zeit in Flüchtlingsunterkünften im Hamburger Hafen. Im Jahr 2000 machte sie ihr Abitur in Hamburg an der Geschwister-Scholl-Schule und studierte danach Slawistik.
Ihre Familie hat nach eigenen Angaben polnische, deutsche, kaschubische und jüdische Wurzeln. Nastić besitzt neben der deutschen auch weiterhin die polnische Staatsbürgerschaft. Sie lebt in Hamburg und ist laut eigenen Angaben von 2022 geschieden und hat zwei Kinder.

## Politik und Partei

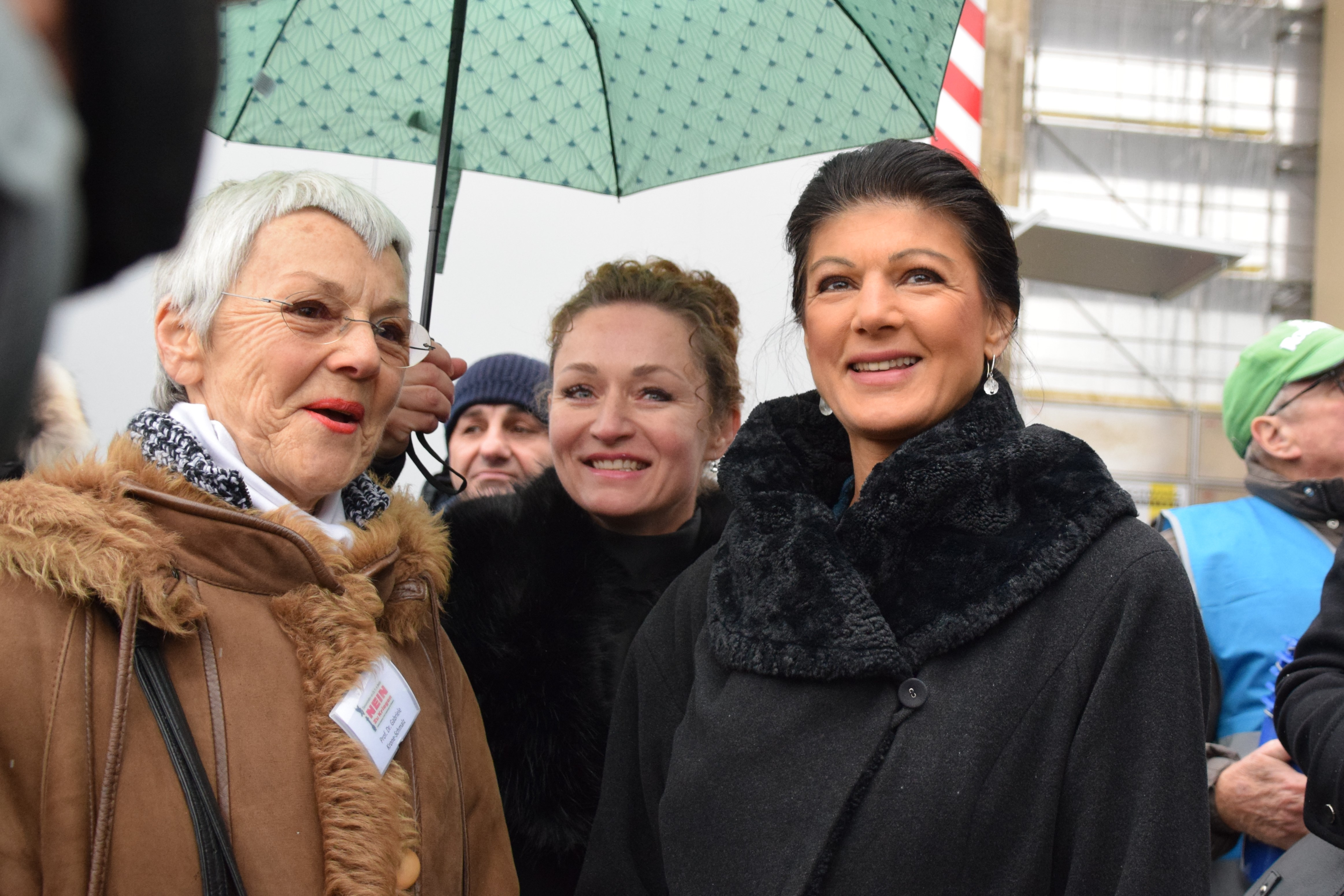
Żaklin Nastić mit Gabriele Krone-Schmalz und Sahra Wagenknecht (Berlin, 2023)

Nastić trat der Partei Die Linke im Jahr 2008 bei. Im Jahr 2011 errang sie ein Mandat in der Bezirksversammlung Eimsbüttel und gehörte ihr bis 2017 an. Von 2016 bis September 2022 war sie Landessprecherin (entspricht dem Landesvorsitz) ihrer Partei in Hamburg.
Im Jahr 2017 rückte sie für die aus gesundheitlichen Gründen ausgeschiedene Inge Hannemann in die Hamburgische Bürgerschaft nach. Bei der Bundestagswahl 2017 erhielt sie als Direktkandidatin im Bundestagswahlkreis Hamburg-Eimsbüttel 10,4 % der Stimmen. Da sie bei der Bundestagswahl ein Mandat über die Landesliste errang, legte sie ihr Bürgerschaftsmandat nieder.
Seit 2018 war Nastić Mitglied im Bundesvorstand der Linken und wurde im Oktober 2020 erneut zur Landessprecherin der Partei Die Linke Hamburg gewählt.
Im 19. Deutschen Bundestag war Nastić ordentliches Mitglied im Ausschuss für Menschenrechte und humanitäre Hilfe und menschenrechtspolitische Sprecherin der Fraktion Die Linke. Sie gehört als stellvertretendes Mitglied dem Ausschuss für Inneres und Heimat sowie dem Unterausschuss Vereinte Nationen, Internationale Organisationen und Globalisierung an und ist stellvertretende Vorsitzende der Deutsch-Polnischen sowie der Deutsch-Südosteuropäischen Parlamentariergruppe.
Im 20. Deutschen Bundestag bestimmte die Fraktion Die Linke sie erneut zur Sprecherin für Menschenrechte, außerdem ist sie Obfrau im Verteidigungsausschuss.
Im Oktober 2023, mit der Vorstellung des Vereins BSW – Für Vernunft und Gerechtigkeit, trat Nastić mit neun weiteren Bundestagsabgeordneten aus der Linkspartei aus. Sie wurde im Januar 2024 Mitglied der neugegründeten Partei BSW, die aus dem Verein hervorging. Nastić baute in Hamburg den BSW-Landesverband auf. Sie kandidierte als Spitzenkandidatin des BSW Hamburg bei der Bundestagswahl 2025.
Im Oktober 2024 berichtete Correctiv über die Beschäftigung von Andreja Lović als Mitarbeiter Nastićs. Dieser habe als „serbisch-deutscher Nationalist“ unter anderem an einer Konferenz Alexander Dugins teilgenommen. Nastić habe nach einer Correctiv-Anfrage den Namen ihres Mitarbeiters von ihrer Website gelöscht und mitgeteilt, dass sein Arbeitsverhältnis Ende Oktober 2024 ende, sich jedoch auf Nachfrage zu den Hintergründen nicht geäußert.

## Publikationen
- Für ein Menschenrecht auf ein glückliches Älterwerden! In: Diether Dehm, Christian Petry (Hrsg.): Rente und Respekt! Das rot-rote Buch fürs Älterwerden. Das Neue Berlin, Berlin 2020, ISBN 978-3-360-01361-3, S. 69–76.
- Aus die Maus. Der Blick von unten auf die da oben. Das Neue Berlin, Berlin 2023, ISBN 978-3-360-02756-6 (191 S.).